# 薩凡納 (紐約州)
薩凡納（英語：Savannah）是一個位於美國紐約州韋恩縣的鎮。

## 人口
根據2020年美國人口普查的數據，薩凡納的面積為93.70平方千米，當中陸地面積為93.16平方千米，而水域面積為0.54平方千米。當地共有人口1632人，而人口密度為每平方千米17人。